# Faweux (Aywaille)
Pour les articles homonymes, voir Faweux.

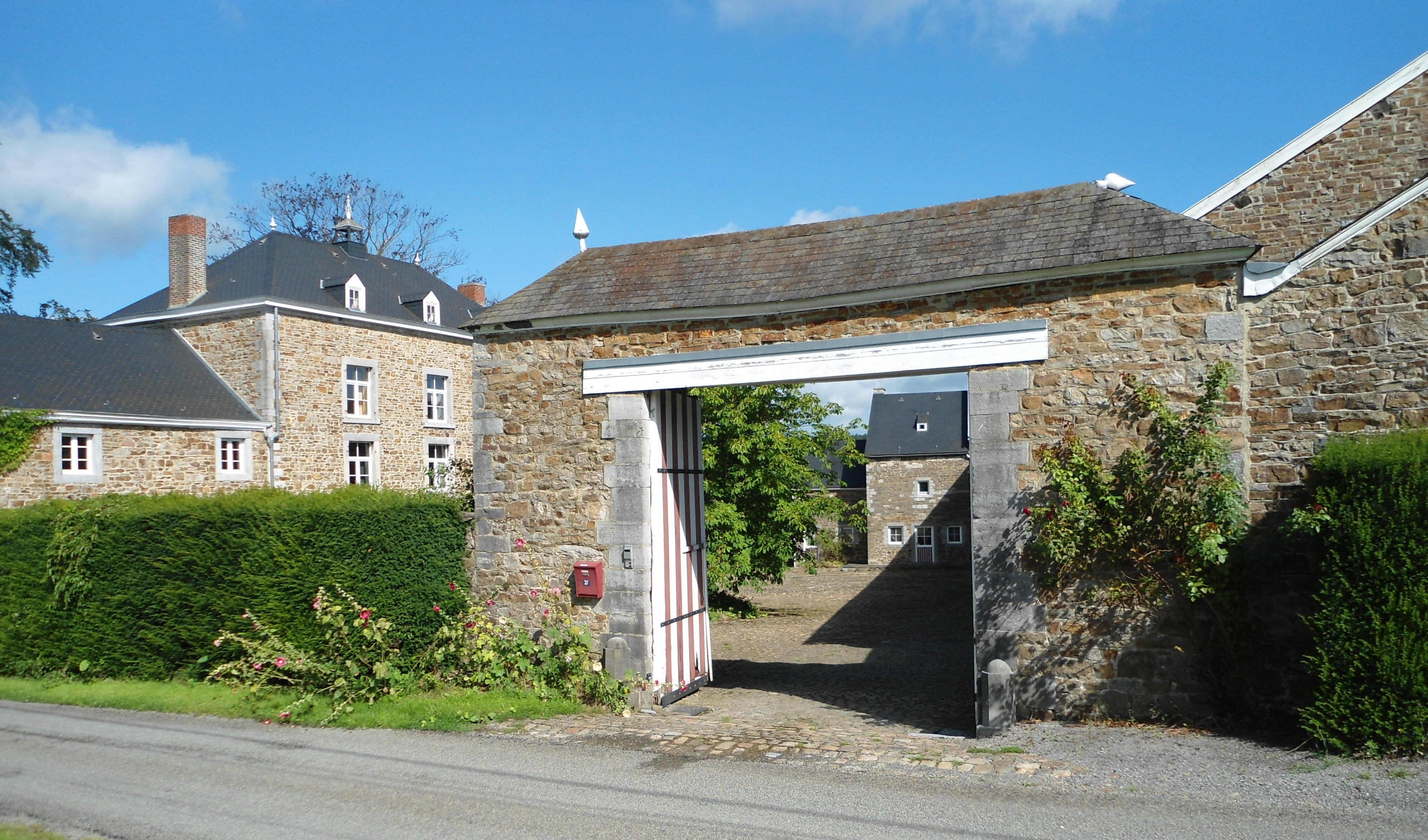
Ferme-château de Faweux.

Faweux est un hameau de la commune d'Aywaille dans la province de Liège en Région wallonne (Belgique). 
Avant la fusion des communes, Faweux faisait partie de la commune d'Ernonheid.

## Étymologie
L'origine de Faweux est Fawe, mot wallon tombé en désuétude qui signifie « hêtre » (faweux = « hêtraie » - dictionnaire wallon de Jean Haust).

## Situation
Ce hameau ardennais se situe sur le versant sud de la Lembrée, appelée ici ruisseau de Pouhon.